# 레슬리 밸리언트

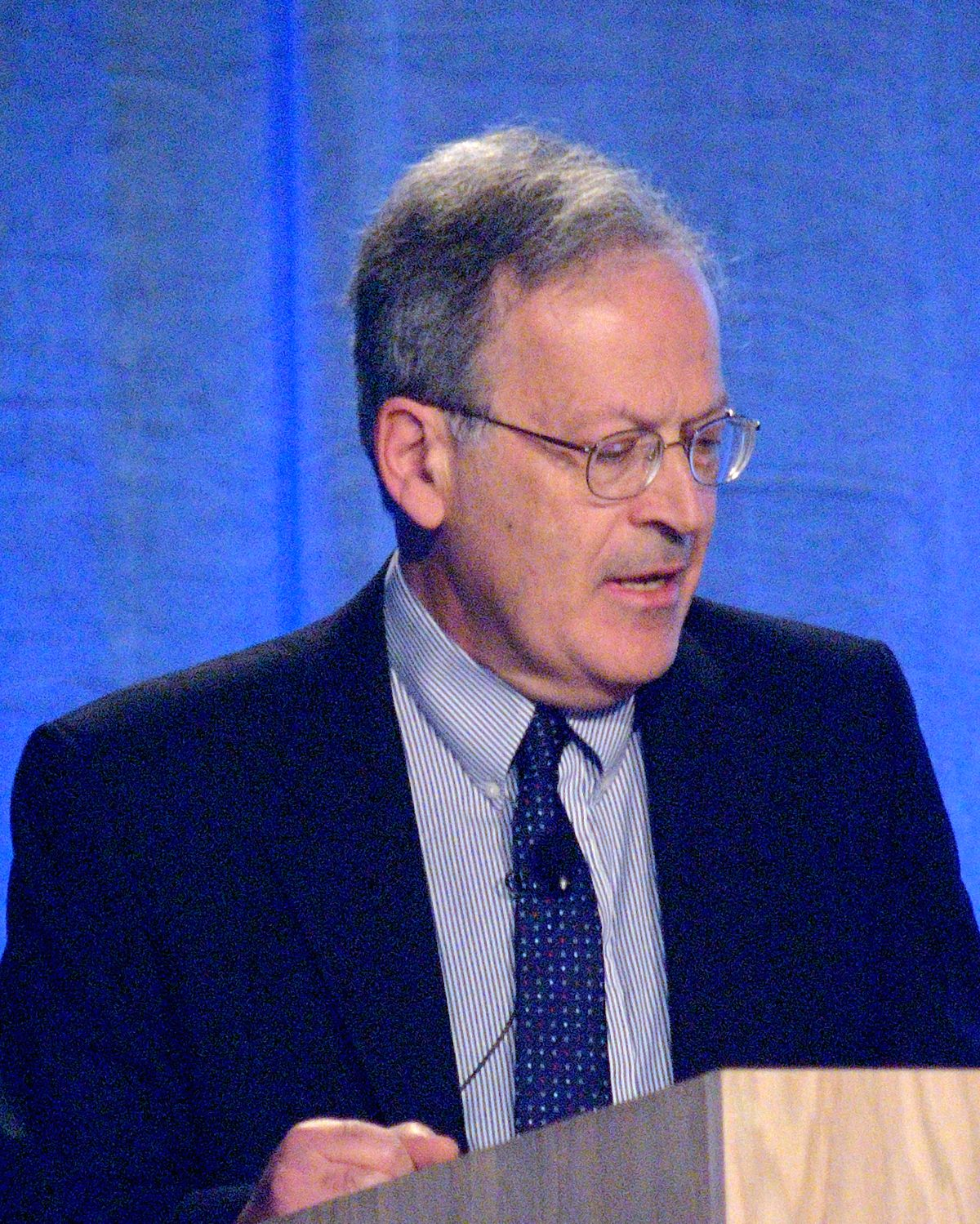
2011년 모습

레슬리 밸리언트(Leslie Valiant, 본명: 레슬리 가브리엘 밸리언트, Leslie Gabriel Valiant, 1949년 3월 28일 ~)는 영국계 미국인 컴퓨터 과학자이자 계산 이론가이다. 화학 엔지니어인 아버지와 번역가인 어머니 사이에서 태어났다. 현재 하버드 대학교 컴퓨터 과학 및 응용 수학과의 T. 제퍼슨 쿨리지 석좌교수로 재직 중이다. 밸리언트는 2010년 튜링상을 수상했으며, 미국 컴퓨터 과학 학회(ACM)로부터 이론 컴퓨터 과학 분야의 영웅이자 과학에서 가장 어려운 미해결 문제들을 해결하는 데 있어 용기와 창의성을 보여준 롤모델로 평가받았다. 특히 "깊이와 폭의 놀라운 조화"를 높이 평가받았다.